# Brzeziny-Kolonia
Brzeziny-Kolonia (perto de Częstochowa) - é uma aldeia localizada no distrito administrativo de Poczesna, do condado de Częstochowa, voivodia de Silésia, no sul da Polônia. A aldeia tem uma população de 499 habitantes.